# Tomàs Gatell
Tomàs Gatell (Reus, 19 de març de 1781 - segle xix) va ser un dominic conservador partidari de la política absolutista de Ferran VII.
Frare de l'Orde de Predicadors, va ser catedràtic de teologia moral al seminari de Tarragona. L'any 1814 va publicar en unió del Pare Josep Rius El Centinela de la Patria en Reus, en oposició al Periódico Político y Mercantil de la Villa de Reus que editava Jaume Ardèvol. El Centinela va ser un instrument de propaganda al servei de Ferran VII, que s'edita en el context del retorn del monarca de l'exili, i cal inscriure'l en un inici de la restauració absolutista de Catalunya (1814-1820). Gatell va escriure, segons indica Antoni Elias de Molins, un llibre defensor de l'integrisme catòlic, La plata de Dios inmune: memória católico patriótica a favor de la iglesia y Principado de Cataluña (Tarragona, 1811).